# Gabrielle Demange
Pour les articles homonymes, voir Demange.
Gabrielle Demange est une économiste française, directrice d'études à l'EHESS et professeure à l’École d'économie de Paris. Elle est lauréate de la médaille d'argent du CNRS en 2015, élue à l'Academia Europea en 2012, à l'American Academy of Arts and Sciences en 2019,  vice-présidente puis présidente de la Game Theory Society de 2022 à 2026.

## Biographie

### Jeunesse et études
Docteur en économie, elle est une ancienne élève de l'École normale supérieure en mathématiques (S1973) et de l'ENSAE.

### Parcours universitaire
Son activité de recherche porte principalement sur la théorie des jeux et la finance théorique. Gabrielle Demange est connue pour ses contributions majeures aux modèles d'appariements, notamment avec David Gale. Ces travaux lui ont valu d'être élue fellow de l'Econometric Society en 1992.
Elle a également été l'un des premiers directeurs de la formation doctorale APE, sur laquelle repose en partie l'École d'économie de Paris.
Demange analyse des questions concrètes d’économie par des outils mathématiques abstraits. Ses principales avancées sont dans les domaines des systèmes d'enchères, du partage de l’information sur Internet, la théorie du vote, la finance théorique et l’économie industrielle.
Les résultats qu’elle a obtenus à ce sujet ont par ailleurs été repris et adaptés par de nombreux acteurs de l’economic design, secteur d’activité en pleine expansion qui a notamment permis de développer des modèles d’enchères sur Internet. Ses travaux avec M. Balinski sont à la base d'une  réforme électorale en Suisse visant à introduire plus de proportionnalité dans la représentation des partis tout en respectant un  minimum de représentants par canton.  Motivée par les développements des outils de communication et d’échanges, ses travaux actuels analysent les comportements dans les situations d'interactions,  entre autres réseaux sociaux et réseaux entre institutions financières.

## Thèses soutenues sous la direction de Gabrielle Demange
- François Magnien, 1995, administrateur de l'Insee
- Cécile Boyer , 2000
- François Le Grand , 2007
- Olivier Bos , 2009
- Alexandre de Cornière , 2012
- Jean-Edouard Colliard , 2012
- Thibaut Piquard 2022